# Alfredo Ceschiatti

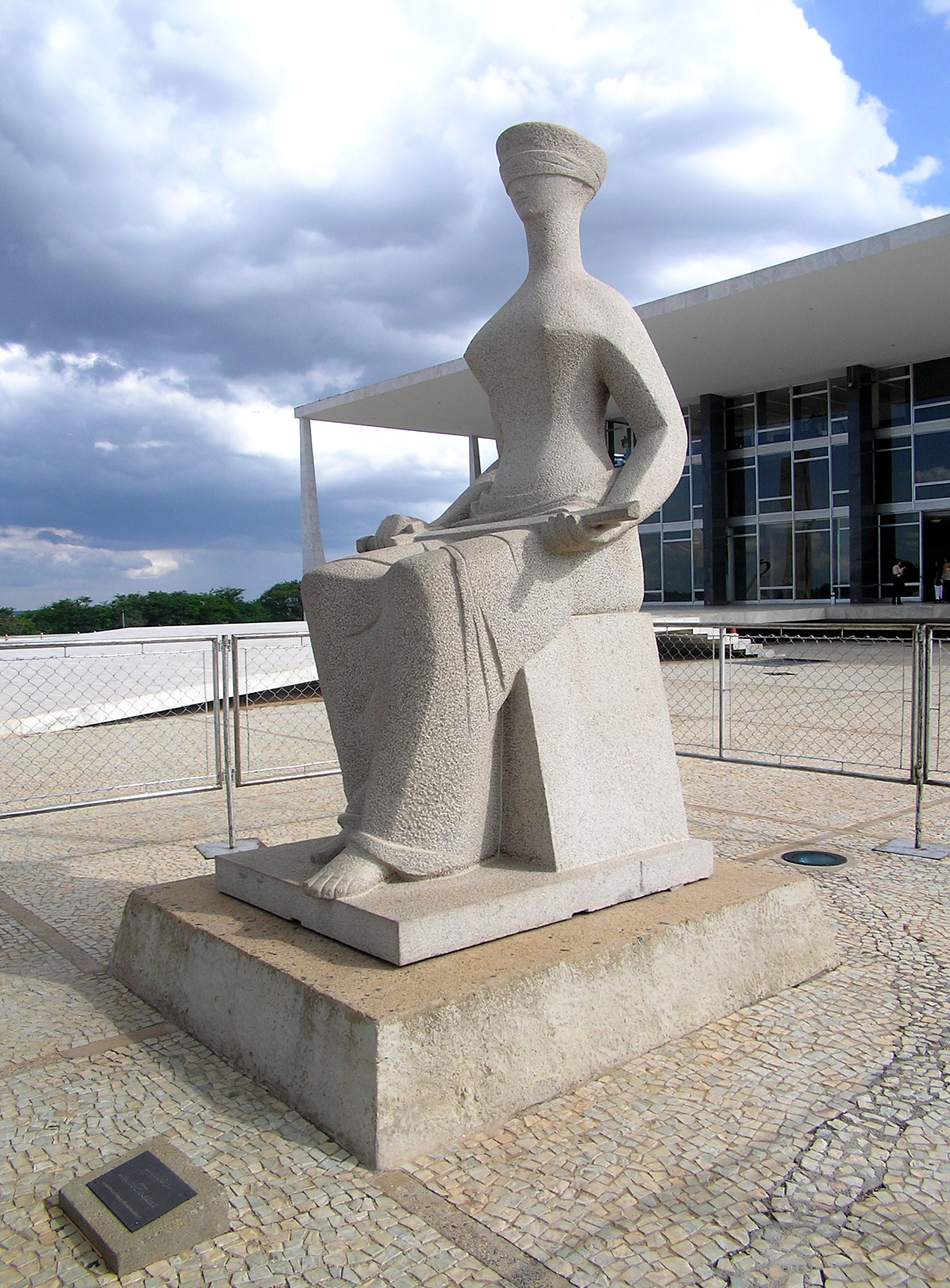
A Justiça, Brasília.

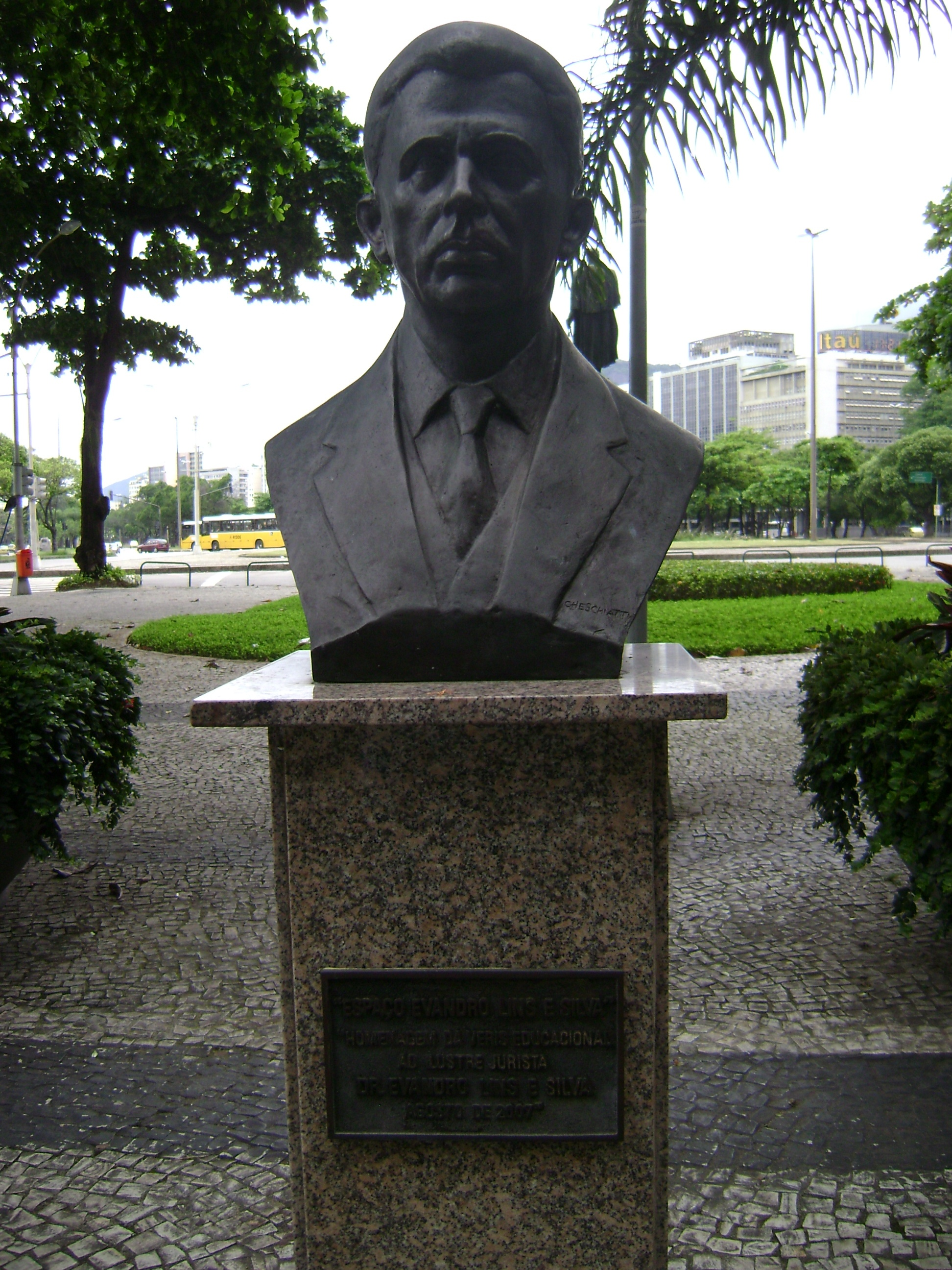
Estatua de Evandro Lins e Silva.

Alfredo Ceschiatti (Belo Horizonte, 1 de septiembre de 1918 — Río de Janeiro, 25 de agosto de 1989) fue un escultor, diseñador y académico brasileño.

## Obra
Entre sus obras más famosas se cuenta As três forças armadas en el Monumento a los Muertos de la Segunda Guerra Mundial, en Río de Janeiro (1960).
También son características sus esculturas en Brasilia:
- As banhistas, en bronce, ubicadas en el espejo de agua del Palácio da Alvorada;
- A Justiça, en granito, frente al Supremo Tribunal Federal;
- Os Anjos y Os Evangelistas, en la Catedral Metropolitana de Brasilia;
- As gêmeas, en bronze, en el Palacio Itamaraty;
- Anjo, en bronce dorado, en la Cámara de Diputados de Brasil;
- A Contorcionista, en el foyer de la Sala Villa-Lobos del Teatro Nacional Cláudio Santoro.